# Poétique du cerveau
Pour plus de détails, voir Fiche technique et Distribution.
Poétique du cerveau est un film franco- israélien réalisé par Nurith Aviv et sorti en 2015.

## Fiche technique
- Titre : Poétique du cerveau
- Réalisation : Nurith Aviv
- Scénario : Nurith Aviv
- Photographie : Sophie Cadet
- Son : Matthieu Tartamella et Michael Goorevich
- Montage : Laure Saint-Marc et Amir Borenstein
- Production : Les Films d'ici - Laila Films - 24images
- Pays  :  France -  Israël
- Durée : 66 minutes
- Date de sortie : France - 2 décembre 2015

## Sélections
- États généraux du film documentaire 2016[1]
- Images en bibliothèques 2016